# Donaugrafschaft
Die Donaugrafschaft war eine oder mehrere Grafschaft des Bairischen Ostlandes der Karolingerzeit. Sie bestand von 826/828 bis ungefähr 907. Danach wurde das Gebiet von den Magyaren erobert. Der Sitz des Präfekten der Mark lag in der Donaugrafschaft Oberpannonien.

## Lage

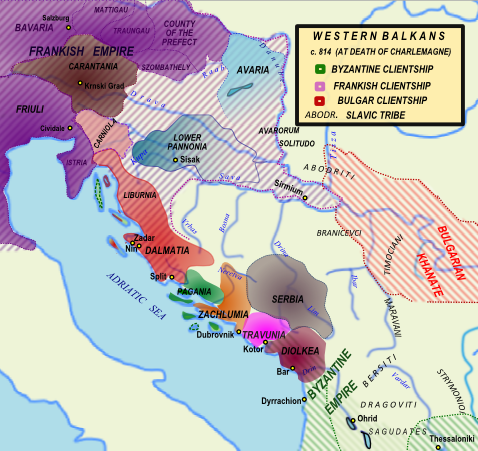
Die Region des Präfekten im Todesjahr Karls des Großen 814

Die Grafschaft reichte vom Traungau über die Enns bis zur Raab. Sie grenzte im Norden an das slawische Fürstentum Böhmen, im Nordosten an Mähren, im Südosten an die Grafschaft Steinamanger, im Süden an Karantanien und im Westen an den Nordgau („Altbaiern“).

## Geschichte
Nach 822 begann sich das Awarische Fürstentum aufzulösen. Teile dieses Fürstentums wurden nach 828, dem Jahr der Neuorganisation des Ostlandes durch Kaiser Ludwig den Frommen, von der Donaugrafschaft übernommen. Die erste urkundliche Erwähnung der Grafschaft stammt aus dem Jahr 844 oder 845. Zu dieser Zeit verwaltete der Präfekt des Bairischen Ostlandes Ratpot auch dessen Teil die Donaugrafschaft, die bereits damals in Untergrafschaften unterteilt war. Bekannt ist die Untergrafschaft der Grafen Werner und später Gotafrid zwischen Enns und Wienerwald. Zu Ratpots Zeit war Tulln politischer und Traismauer kirchlicher Mittelpunkt der Grafschaft.
Später übernahmen  Wilhelm II. und später seine Erben aus der Familie der Wilhelminer die Grafschaft. Im Zuge der karolingischen Familienzwistigkeiten wurde nach dem Tod der Brüder Wilhelm II. und Engelschalk I. im Kampf gegen die Mährer Graf Aribo I. von König Ludwig dem Deutschen mit der Leitung der Grafschaft beauftragt. Zur Zeit des Markgrafen Arbo und seines Sohnes Isanrih war wahrscheinlich Mautern an der Donau der wichtigste Vorort der Grafschaft.
Nach der Schlacht von Pressburg im Jahr 907 musste die Donaugrafschaft an die Magyaren abgegeben werden.